# Carlos Ghosn

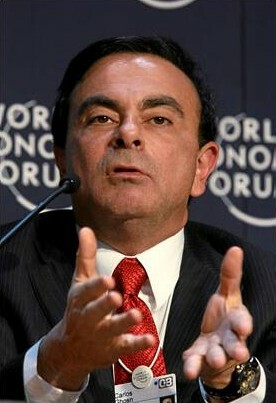
Carlos Ghosn

Carlos Ghosn (Arabisch: كارلوس غصن) (Porto Velho (Brazilië), 9 maart 1954 met Libanese ouders) was van mei 2005 tot januari 2019 President en Chief Executive Officer (CEO) van Renault. Hiermee volgde hij de Fransman Louis Schweitzer op. Hij is meerdere malen gekozen tot Automotive Manager van het jaar. Een markante persoonlijkheid die wereldfaam verkreeg met de financiële redding van het Japanse Nissan, dat hem bijnamen als "Le Cost Cutter" en "Icebreaker" opleverde. Hij was ook tot eind 2018 topbestuurder bij Nissan en Mitsubishi Motors. 
Hij wordt verdacht van fraude en is uit Japan gevlucht. In 2023 woont hij in Libanon.

## Levensloop
Wanneer de jonge Braziliaan Ghosn zes jaar oud is, verhuist hij met zijn moeder en zus naar Libanon, waar zijn grootouders vandaan kwamen. Hij volgt les op een Franse jezuïeten-school. In 1970, op zijn zestiende, gaat hij studeren in Frankrijk. Hij wordt in 1974 toegelaten tot de École Polytechnique en studeert verder aan de École nationale supérieure des mines de Paris.
In 1978 komt hij in dienst van de Franse bandenfabrikant Michelin. Op zijn 27ste wordt hij fabrieksdirecteur in Le Puy-en-Velay en vier jaar later wordt hij operationeel directeur van de Zuid-Amerikaanse vestigingen. Hij leert er de waarde van snelheid kennen, vertelt hij later. 'Bij een inflatie van 1000 procent, kost elke minuut geld.'
Elf jaar later, in 1989, neemt hij dezelfde functie op zich bij Michelin Noord-Amerika. Hij wordt er een jaar later voorzitter en CEO, begeleidt er de moeilijke fusie met Goodrich Uniroyal, bouwt de verliezen af en laat een bedrijf achter met vergelijkbare winstcijfers als concurrenten Bridgestone en Goodyear. In totaal werkt Ghosn achttien jaar voor de bandenfabrikant.
Zijn volgende werkgever - in 1996 - is Renault. Executive Vice-President mag Ghosn zich noemen. Hij is behalve voor de Renault-activiteiten in Mercosur voor verschillende andere terreinen verantwoordelijk zoals R&D, productie en inkoop.
Dan breekt 1999 aan, het jaar waarin Renault een controlerend belang in Nissan neemt en Ghosn als Chief Operating Officer aan de slag gaat bij de Japanse autofabrikant. Hij gaat voortvarend aan de slag: het aantal toeleveranciers wordt met de helft verminderd en de overblijvers moeten hun prijzen 20% verlagen. Alle niet-kernactiviteiten worden in de etalage gezet en vijf fabrieken gesloten. De tegenprestatie? 'Binnen achttien maanden is het bedrijf weer rendabel, of ik stap op', beloofde Ghosn. Dat bleek onnodig, want die doelstelling werd ruimschoots gehaald. In 2004 mocht Nissan zich zelfs de meest winstgevende autofabrikant ter wereld noemen (op Porsche na, dat eigenlijk een nichefabrikant is).
Per 29 april 2005 werd hij benoemd tot CEO van Renault en volgde daarmee Louis Schweitzer op. Deze stap was al in 2002 overeengekomen. Ghosn behoudt zijn positie bij Nissan en zal zo'n 40% van zijn tijd in Japan doorbrengen, hetzelfde deel op het hoofdkantoor van Renault in Frankrijk en de overige 20% elders. In oktober 2016 werd bekend dat Ghosn, nu al algemeen directeur van Renault-Nissan, ook de leiding gaat overnemen bij Mitsubishi Motors. Nissan koopt een groot minderheidsbelang in Mitsubishi en krijgt hierbij het recht meerdere bestuurders te benoemen.
Per 1 april 2017 treedt hij af als bestuursvoorzitter bij Nissan, maar hij blijft wel voorzitter van de raad van commissarissen bij de Japanse onderneming. Hij wordt opgevolgd door Hiroto Saikawa. Ghosn wil zijn focus leggen op het verder uitbouwen van de alliantie en op de integratie van en winstherstel bij Mitsubishi Motors.
Midden november 2018 werd bekend dat Ghosn op staande voet is ontslagen als voorzitter van Nissan. Hij wordt verdacht van belastingontduiking en fraude. Kort na zijn arrestatie werd hij ook vervangen als voorzitter bij Mitsubishi. Bij Renault hield hij in eerste instantie vast aan zijn positie, maar op 23 januari 2019 gaf hij deze functie op na aandringen van de Franse overheid.
In september 2019 bereikte hij een schikking met de Securities and Exchange Commission (SEC). Hij mag tien jaar lang geen beursgenoteerd bedrijf leiden en moet 1 miljoen Amerikaanse dollar betalen. Nissan schikte ook en betaalde 15 miljoen dollar. Volgens de aanklacht van de SEC ontving Ghosn in de jaren 2009-2018 zo'n 94 miljoen dollar aan beloningen die verborgen werden gehouden voor het publiek. Hoewel ze hebben geschikt, ontkenden Ghosn en Nissan schuld. Ghosn kwam wegens andere verdenkingen onder huisarrest in Tokio te staan, maar ontvluchtte eind december 2019 Japan in een grote instrumentenkoffer. Via Turkije vloog hij door naar Libanon. In een persconferentie aldaar uitte hij kritiek op de Japanse justitie. Japan heeft Libanon verzocht hem te arresteren.
- Biblioteca Nacional de España: XX1699747
- Bibliothèque nationale de France: cb135749548 (data)
- Catàleg d'autoritats de noms i títols de Catalunya: 981060711798906706
- CiNii: DA13267262
- Gemeinsame Normdatei: 128960213
- International Standard Name Identifier: 0000 0000 8143 7343
- Library of Congress Control Number: no00079701
- Bibliotheek van het Japanse parlement: 00858332
- Nationale bibliotheek van Australië: 41696905
- Nationale Bibliotheek van Israël: 987007423758205171
- Nationale Bibliotheek van Polen: a0000003130732
- Nederlandse Thesaurus van Auteursnamen: 252358929
- Réseau des bibliothèques de Suisse occidentale: 02-A011009172
- LIBRIS: 295423
- Système universitaire de documentation: 053452933
- Trove: 1455424
- Virtual International Authority File: 64174149
- WorldCat: E39PBJghtcDx7FPxv7cFvVkhpP